# Volákův kopec
Volákův kopec je přírodní rezervace na jižním okraji obce Kameničky v okrese Chrudim. Oblast spravuje Agentura ochrany přírody a krajiny ČR – RP SCHKO Žďárské vrchy. Předmětem ochrany je botanická lokalita s výskytem tetřívka obecného (Lyrurus tetrix).

## Galerie

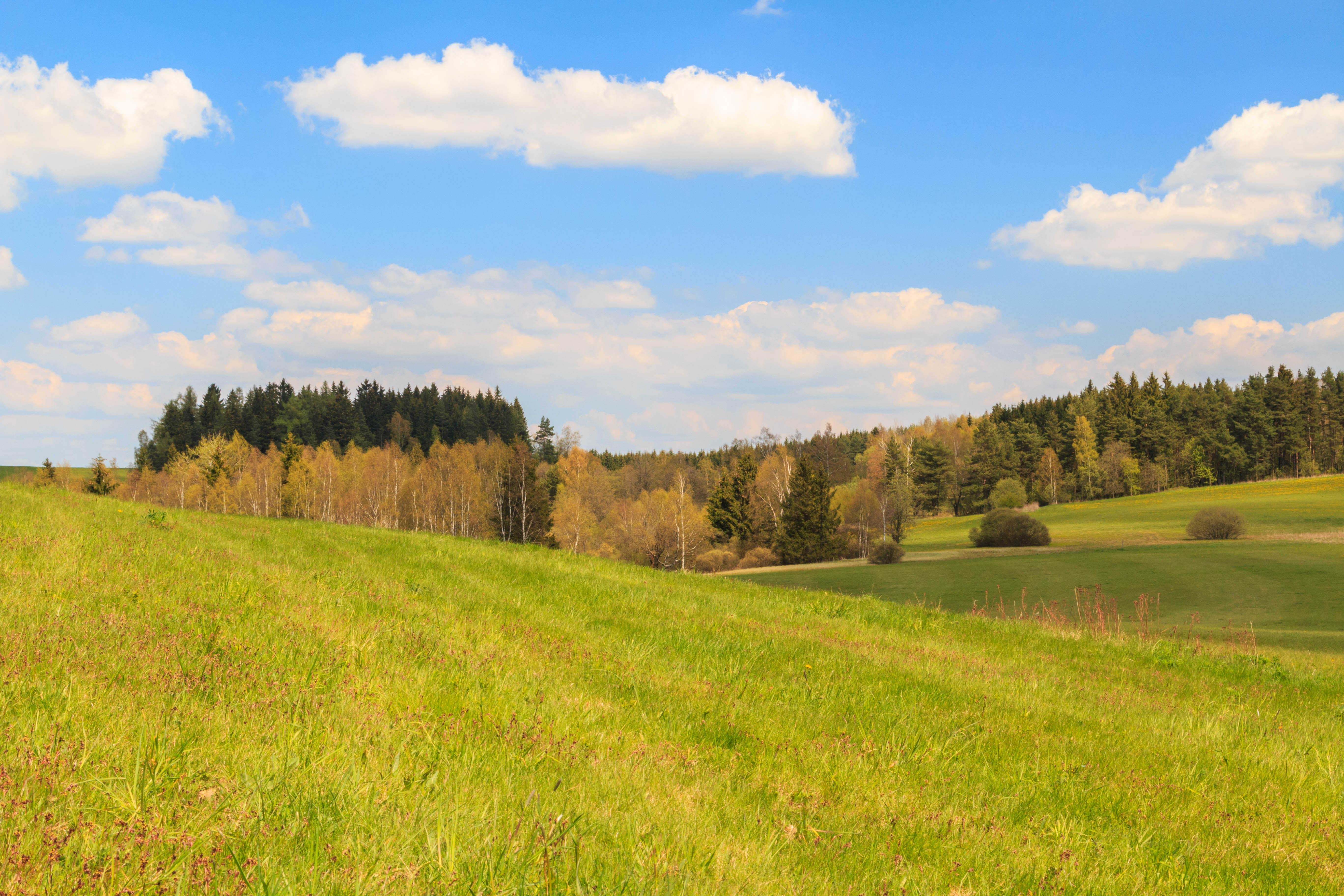
Volákův kopec
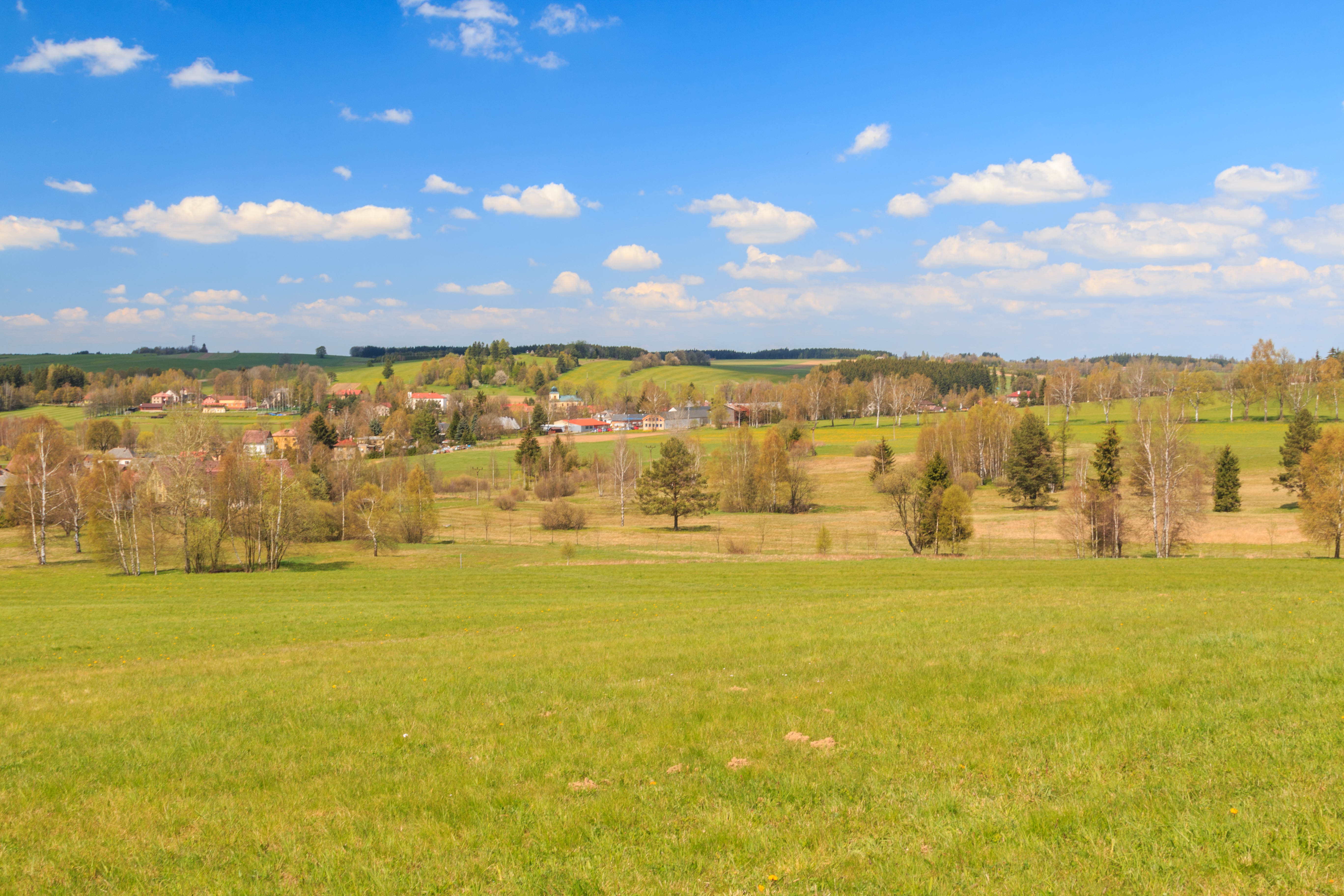
Volákův kopec
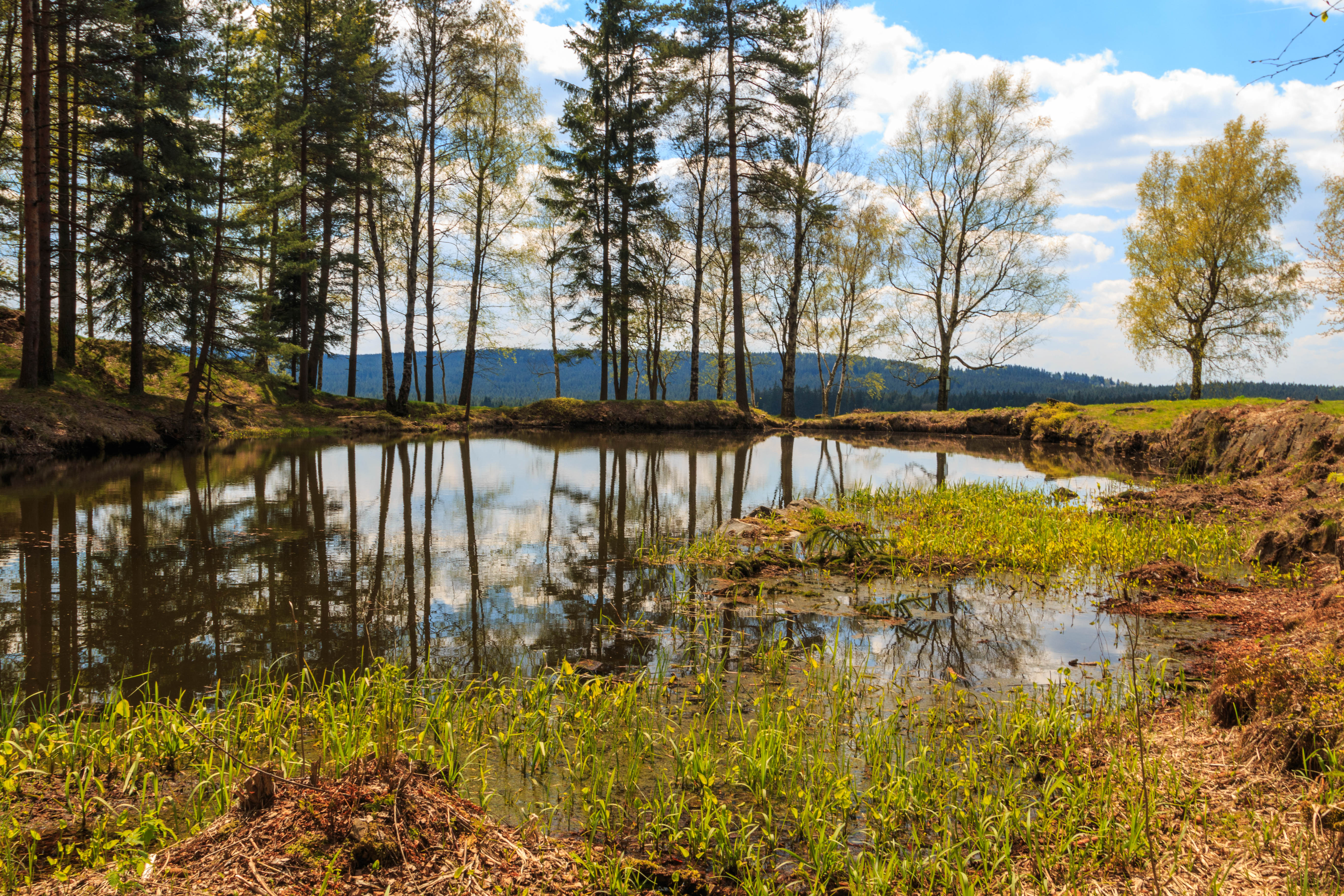
Volákův kopec